# Agustín Brocal
Agustín Brocal (Resistencia, Chaco, 9 de octubre de 1997) es un basquetbolista argentino que se desempeña como escolta en Oberá de la Liga Nacional de Básquet de Argentina.

## Trayectoria
En su infancia, Brocal practicó tenis, fútbol y básquetbol, inclinándose finalmente por ese último deporte como actividad principal a sus 13 años. Jugó en Villa San Martín de su ciudad natal, siendo reclutado a sus 15 años por Estudiantes de Olavarría.
En el club olavarriense comenzó a jugar profesionalmente, llegando a convertirse en uno de los jóvenes con mayor proyección de La Liga Argentina (por ello fue convocado para integrar una selección de jugadores sub-22 que representó a la Liga de Desarrollo en un partido ante su equivalente brasileño disputado en 2019).
Tuvo su primera oportunidad de actuar en la Liga Nacional de Básquet en 2020, luego de ser contratado por Oberá. Sin embargo, al finalizar la temporada 2020-21, se convirtió en agente libre.
Brocal fichó con Zárate Basket en mayo de 2021, lo que significó unirse a un equipo que militaba en el Torneo Federal de Básquetbol, es decir la tercera categoría profesional de Argentina. Con ese club se consagró campeón de la temporada 2022-23 de La Liga Argentina -siendo el MVP de las finales- e hizo su regreso a la LNB.
En julio de 2024, luego de jugar con Guaiqueríes de Margarita en la SPB de Venezuela, retornó a Oberá.